# Very Large Array

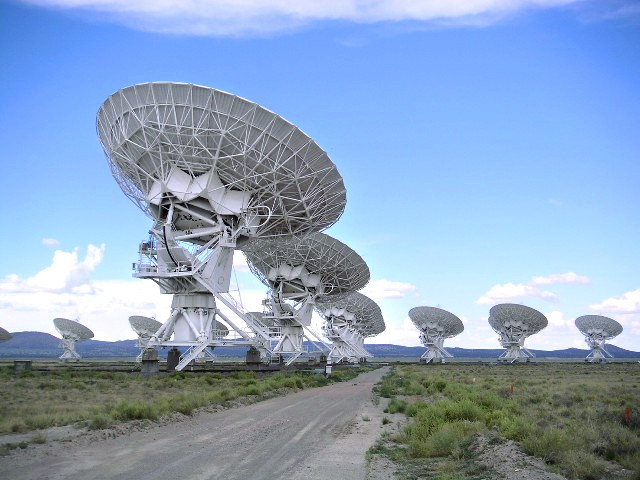
Das VLA in New Mexico

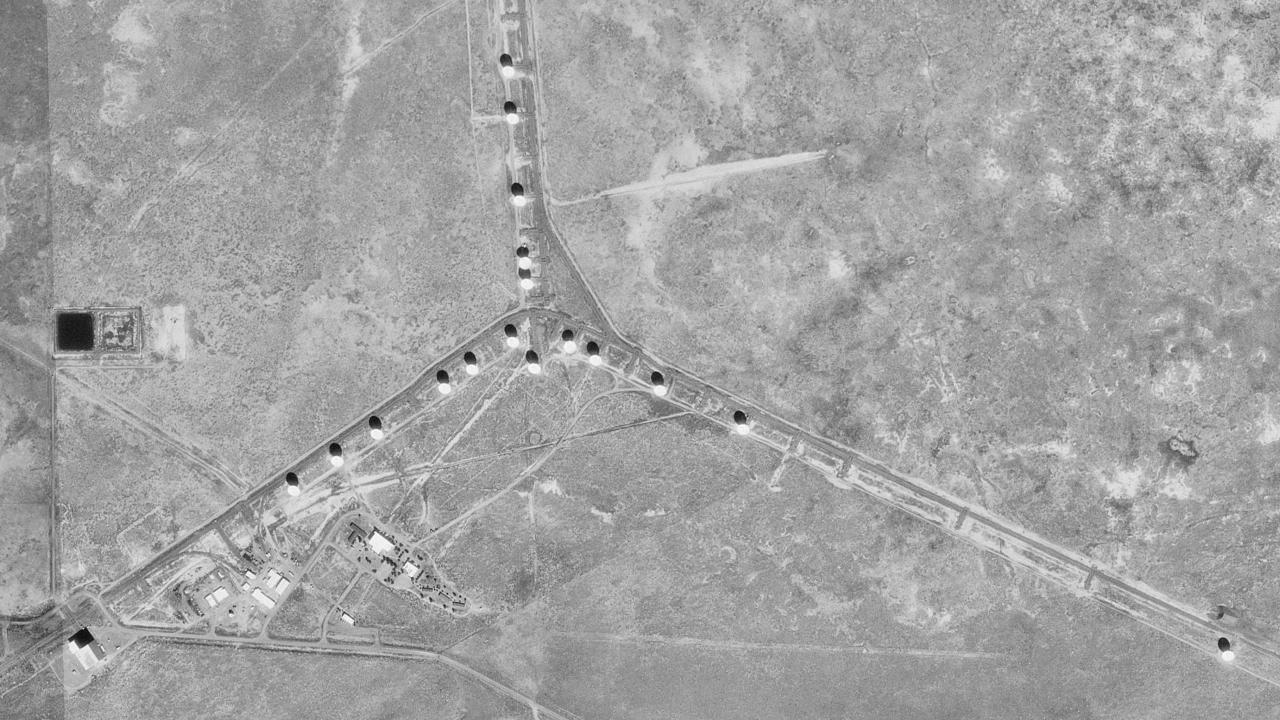
USGS-Luftaufnahme des zentralen Bereichs des VLA aus einer Höhe von 1700 m

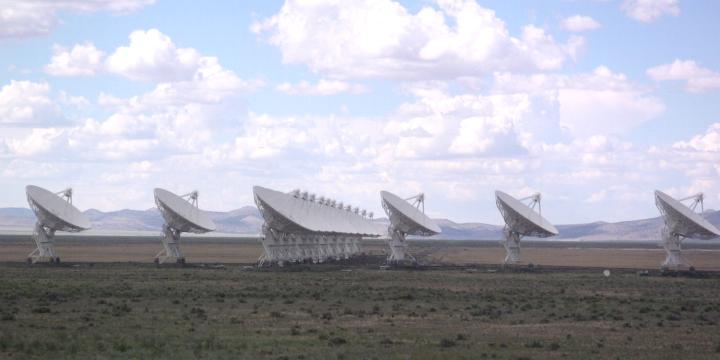
Die Radioteleskope des VLA

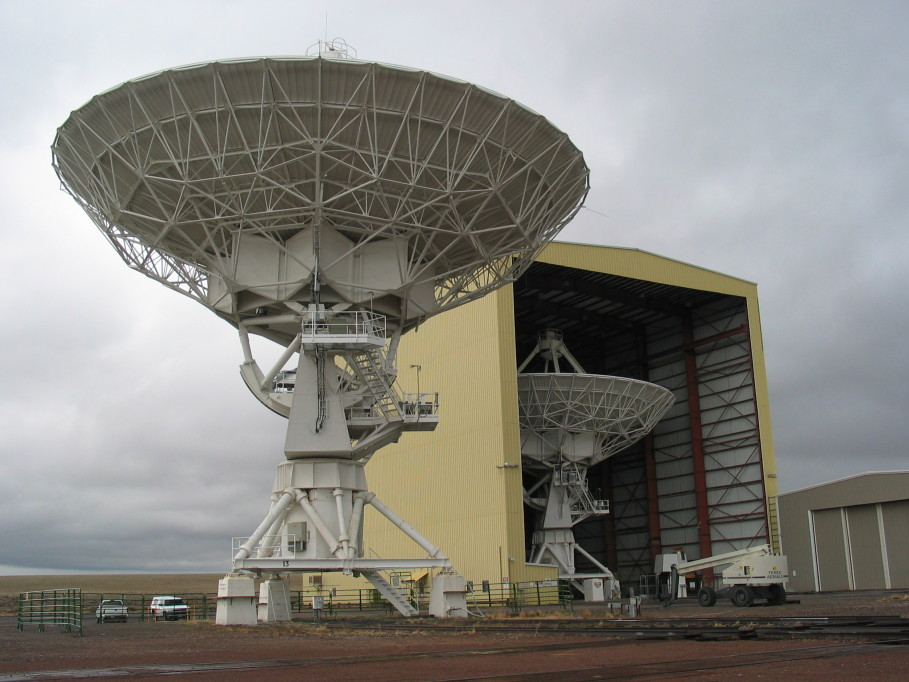
Wartungshalle (Antenna assembly building)

Das Very Large Array (VLA), seit 2012 offiziell Karl G. Jansky Very Large Array genannt, ist ein Interferometer für astronomische Beobachtungen im Radiobereich. Die Anlage befindet sich auf der Ebene von San Agustin zwischen den Städten Magdalena und Datil in New Mexico in den Vereinigten Staaten, 78 Straßenkilometer westlich von Socorro. Das Teleskop befindet sich auf 2124 m Höhe und ist Teil der amerikanischen National Radio Astronomy Observatory (NRAO).

## Aufbau
Das VLA besteht aus 28 (27 aktive und 1 Ersatz) einzelnen Radioteleskopen von 25 Metern Durchmesser und einem Gewicht von 230 Tonnen, die auf verschiedenen Stationen entlang dreier Y-förmig angeordneter Gleise von je 21 km Länge platziert werden können. Die Richtungen verlaufen alle 120° in Richtung 4, 8 und 12 Uhr, die letzte somit in Richtung Norden. Jedes dieser Vierschienengleise bestehen aus 4 Schienen, die 2 Gleise von (etwa) Normalspur bilden, die wiederum in etwa 7 m Gleisachsabstand voneinander entfernt sind. Die Antennen werden in kurzen Quergleisen, die rechtwinkelig abgehen, abgestellt. Auf einem Normalspurgleis kann ein Werks-Eisenbahnzug verkehren.
Nach dem Prinzip des Interferometers erreicht es in seiner größten Ausdehnung die Winkelauflösung eines Teleskops von 36 km Durchmesser. Das VLA ist das zurzeit empfindlichste Radiointerferometer für den Zentimeterwellenbereich und arbeitet bei Wellenlängen von 4 m bis 7 mm (entspricht einer Frequenz zwischen 75 MHz und 43 GHz). Die beste Winkelauflösung beträgt 0,05 Bogensekunden (bei einer Wellenlänge von 7 mm).
Üblicherweise werden vier verschiedene Einstellungen der Teleskope verwendet. Die bezeichnet man mit den Buchstaben A für die größte Einstellung bis D, wenn alle Schüsseln auf 600 m zusammengezogen werden.
Das VLA dient auch als Kontrollzentrum für das Very Long Baseline Array (VLBA), ein Very-Long-Baseline-Interferometry-Array mit insgesamt zehn 25-Meter-Teleskopen, die zwischen Hawaii im Westen und den Jungferninseln im Osten angeordnet sind. Dadurch entsteht das größte astronomische Instrument der Welt.
Für die Wellenlänge λ von 25 mm (12 GHz) steht eine Basislänge B von ca. 8000 km zur Verfügung, von Hawaii bis zu den Jungferninseln. Die damit erreichbare Winkelauflösung δ beträgt ca. 0,6 Milli-Bogensekunden (mit δ ~ λ/B · 180/pi · 60 · 60 in Bogensekunden). Stünde die Auflösung im optischen Bereich zur Verfügung, könnte man auf dem Mond Details von der Größe eines Meters erkennen.

## Geschichte
Das VLA wurde in den 1970ern in der Ebene von San Agustin etwa 80 km westlich von Socorro, New Mexico, USA nach einem Beschluss des US-Kongress im August 1972 errichtet. Die erste Antenne wurde im September 1975 installiert. Die Anlage wurde schließlich 1980 nach Gesamtausgaben von 78,5 Millionen USD eröffnet und wird vom amerikanischen National Radio Astronomy Observatory (NRAO) betrieben.
2012 wurde das VLA nach dem Ende einer umfassenden technischen Modernisierung zu Ehren des Begründers der Radioastronomie in Karl G. Jansky Very Large Array umbenannt.
Die Weiterentwicklung zum ‚Expanded‘ VLA (EVLA) wurde 2009 bekannt gegeben. Dadurch konnte die Empfindlichkeit der Instrumente, der Frequenzbereich und das Auflösungsvermögen weiter erhöht werden. Die zweite Phase der Erweiterung sieht vor, weitere Anlagen in San Agustin zu installieren und bis zu 8 weitere Teleskope in bis zu 300 km Entfernung aufzustellen und durch Glasfaserleitungen zu verbinden.
Nach Upgrades, die die Messgenauigkeit des Instruments um einen Faktor 10 verbesserten, wurde 2016 eine Radiokarte des Planeten Jupiter erstellt.
Im Juni 2023 gab das National Radio Astronomy Observatory bekannt, dass es die alternden Antennen durch 160 neue am Standort sowie 100 Hilfsantennen in ganz Nordamerika ersetzen wird. Das Projekt, dessen Baukosten auf etwa 2 Milliarden US-Dollar und die Betriebskosten auf etwa 90 Millionen US-Dollar jährlich geschätzt werden, wird die Fähigkeiten der aktuellen Anlage erheblich erweitern und die Frequenzempfindlichkeit von 50 GHz auf über 100 GHz erhöhen. Die Anlage wird in Next Generation Very Large Array umbenannt.

## Medien
Das VLA spielt eine wichtige Rolle im 1985 erschienenen Roman Contact von Carl Sagan, obwohl es darin um ein Vielfaches größer dargestellt (131 Teleskope) und in Argus Array umbenannt wird. In der Hollywood-Verfilmung Contact von 1997 wurden viele der Außenaufnahmen am Gelände des VLA gedreht, der gezeigte nahe Canyon ist der Canyon de Chelly im benachbarten Arizona. In der Verfilmung hat das VLA allerdings wieder seine tatsächliche Größe von 27 Teleskopen.
Für die Filme 2010: Das Jahr, in dem wir Kontakt aufnehmen, Independence Day und Terminator: Die Erlösung wurden ebenfalls Szenen auf dem Gelände des VLA gedreht.

## Besucher
Die Anlage ist das ganze Jahr tagsüber für Besucher geöffnet. Die Anlage verfügt über ein Besucherzentrum, ein Museum und ein Andenkengeschäft. Des Weiteren werden Wanderungen auf dem Areal angeboten.